# Bartolomé Murillo

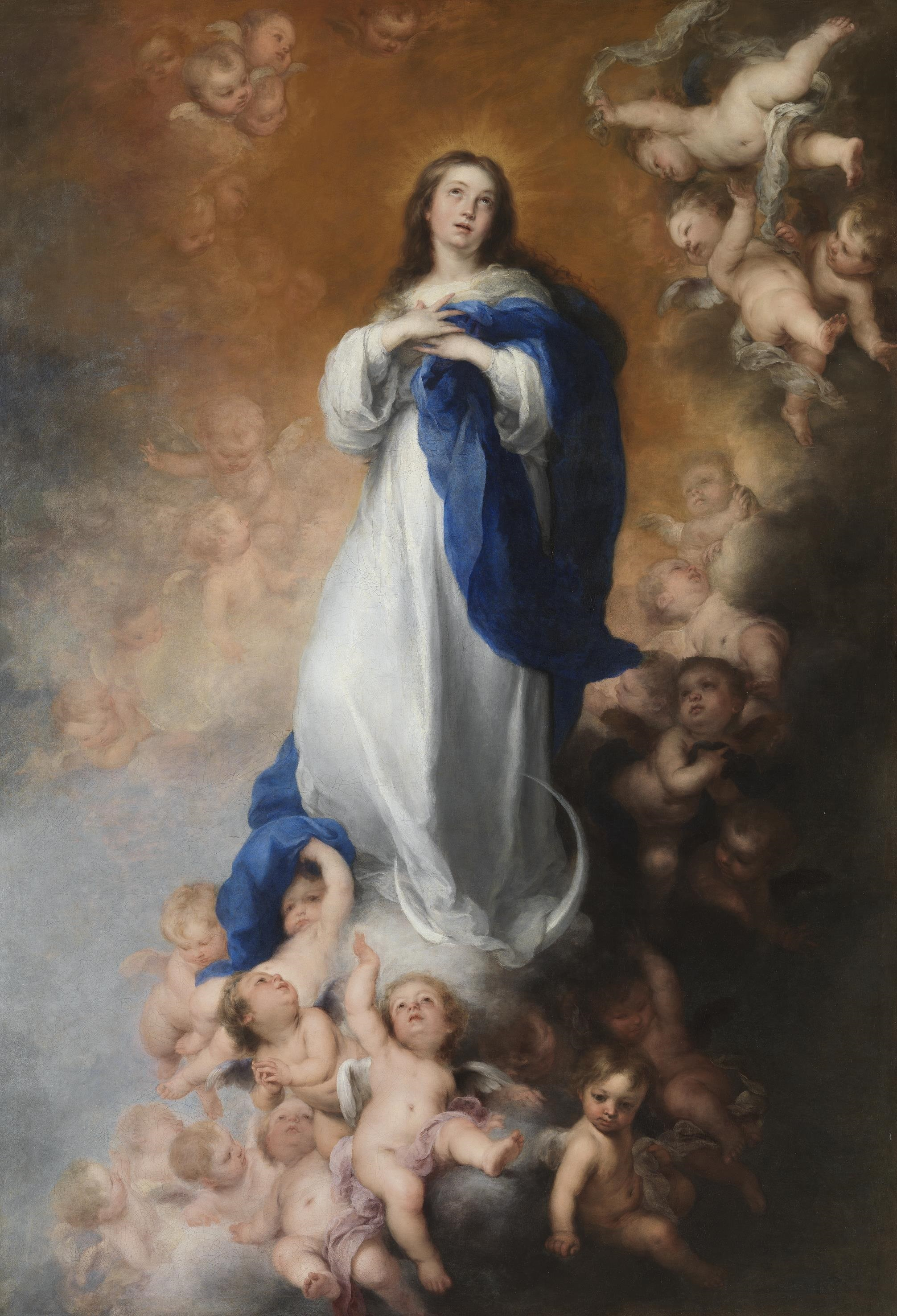
Onbevlekte ontvangenis, 1678, olieverf op doek, Museo del Prado, Madrid. Deze Madonna wordt op de eretekens van de Spaanse Orde van Karel III afgebeeld.

Bartolomé Esteban Murillo (Sevilla, december 1617 — aldaar, 3 april 1682) was een Spaans kunstschilder die veel religieuze werken schilderde, waarbij hij vooral vreedzame scènes uitbeeldde. Behalve in zijn thuisstad Sevilla was hij ook bekend in Engeland en elders in Europa.

## Biografie
Murillo werd geboren in Sevilla in 1617 als veertiende zoon van een kapper, Gaspar Esteban en zijn vrouw, Maria Peres. In 1627 verloor hij zijn vader en in 1628 ook zijn moeder, waarna hij werd opgenomen door zijn tante en haar man, een welgestelde dokter in Sevilla.
In deze periode was hij leerling van Juan del Castillo, die zijn vroege werken beïnvloedde.
Hij vertrok in 1639 uit Sevilla en ging wonen in Cádiz. Hier ging hij niet bij een leermeester in de leer, maar bleef onafhankelijk. Hij schilderde "sargas", een soort kleine schetsmatige schilderijen, die hij verkocht op de plaatselijke markt. Deze kleine schilderijtjes trokken de aandacht van religieuze opdrachtgevers. In 1642 begon hij aan een elfdelige cyclus over de franciscaanse heiligen voor een franciscanen klooster. Dit werk gaf hem bekendheid in Spanje en daarbuiten.
Waarschijnlijk is Murillo in de jaren veertig van de 17e eeuw in Madrid geweest, waar hij Velázquez ontmoette en werken van onder andere Titiaan, Van Dyck en Rubens heeft gezien in de koninklijke collectie. Na dit bezoek veranderde zijn stijl sterk, waardoor zijn werk, dat meestal ongedateerd is, chronologisch ingedeeld kan worden.
Op 26 februari 1645 trouwde hij met Beatrice Sotomajori-Cabrera. Ze kregen in 1647 een dochter die in 1650 stierf. In de periode 1647-1654 schilderde Murillo veel Maria-scènes. Na 1650 ging hij ook portretten en genrestukken schilderen, maar religieuze onderwerpen bleven overheersen.
Na het overlijden van zijn vrouw in 1664 trad hij met zijn kinderen in een kapucijnenklooster in, waar hij twee derde van zijn bekende werken schilderde. Deze werken waren voor het overgrote deel religieus van aard.
In 1682 begon hij sinds lange tijd weer aan een opdracht buiten het klooster, in een kerk te Cádiz. Tijdens het schilderen viel hij van een steiger en werd zwaargewond afgevoerd naar Sevilla, waar hij enkele uren later stierf. Hij liet zijn gehele vermogen na aan de religieuze groepen waar hij lid van was.
Sommige doeken bevinden zich nog steeds in kerken zoals in de kathedraal van Sevilla. In de tweede kapel van de linkerzijbeuk hangt het schilderij 'Doop van Christus'. Ook hangt er in het kerkje van Machelen in Oost-Vlaanderen een doek van hem.
De schilderstijl van Bartolomé Murillo behoort tot de Barok. Zijn werken, vooral zijn Madonna's, kenmerken zich door een wat zoete sfeer, waarmee hij veel succes had en tot in de 19e eeuw werd nagevolgd.
In de 19e eeuw was Murillo een van de meest geliefde Europese schilders, Zijn werk bracht meer geld op dan dat van Rembrandt of Vermeer. In de 20e eeuw taande de belangstelling voor zijn schilderijen en werden zij "te zoet" gevonden. Murillo's werden veel vervalst en zijn schilderijen werden ook in stukken gesneden om meer op te kunnen brengen. Hoewel Murillo alleen werkte zijn er ook navolgers bekend.

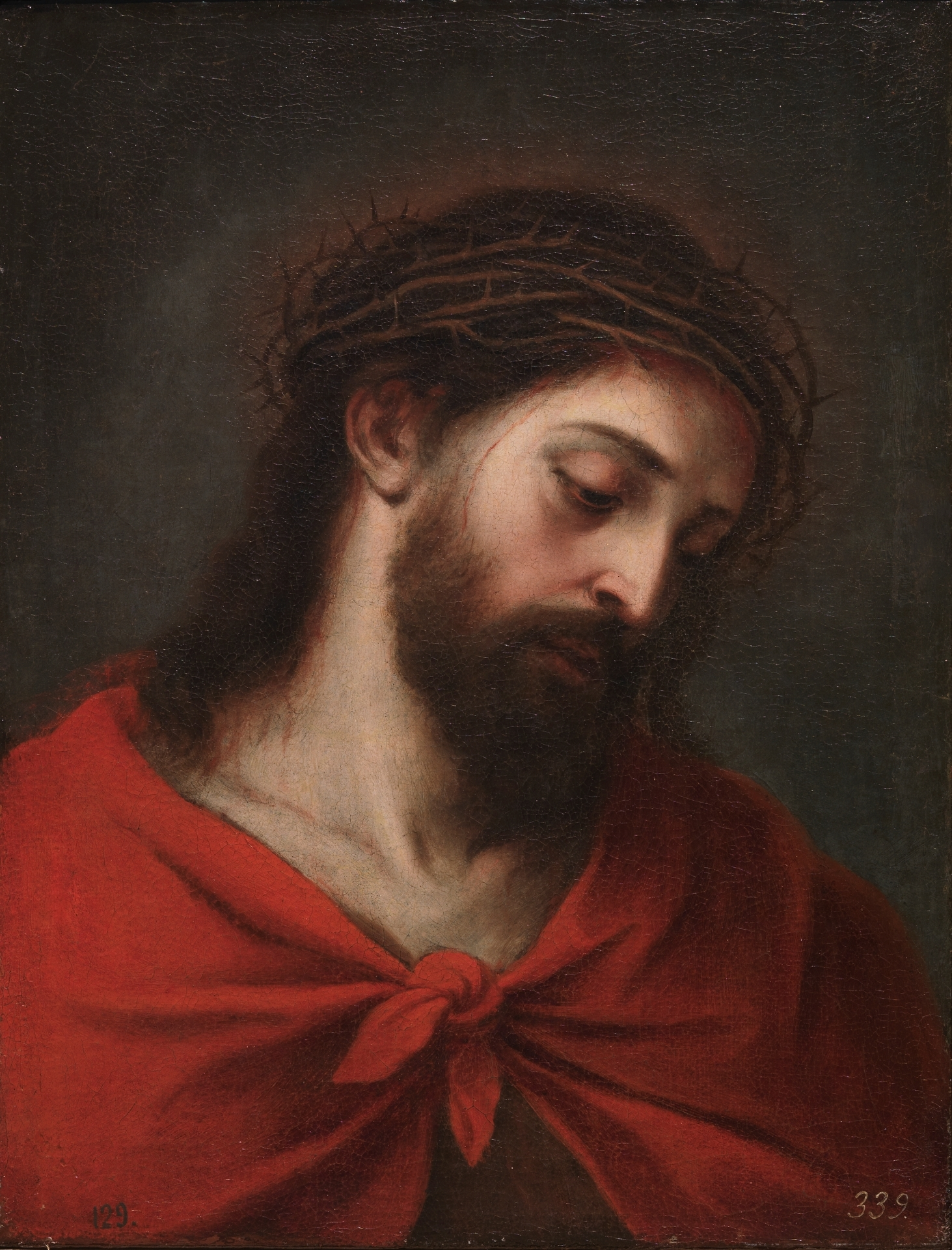
Man van Smarten
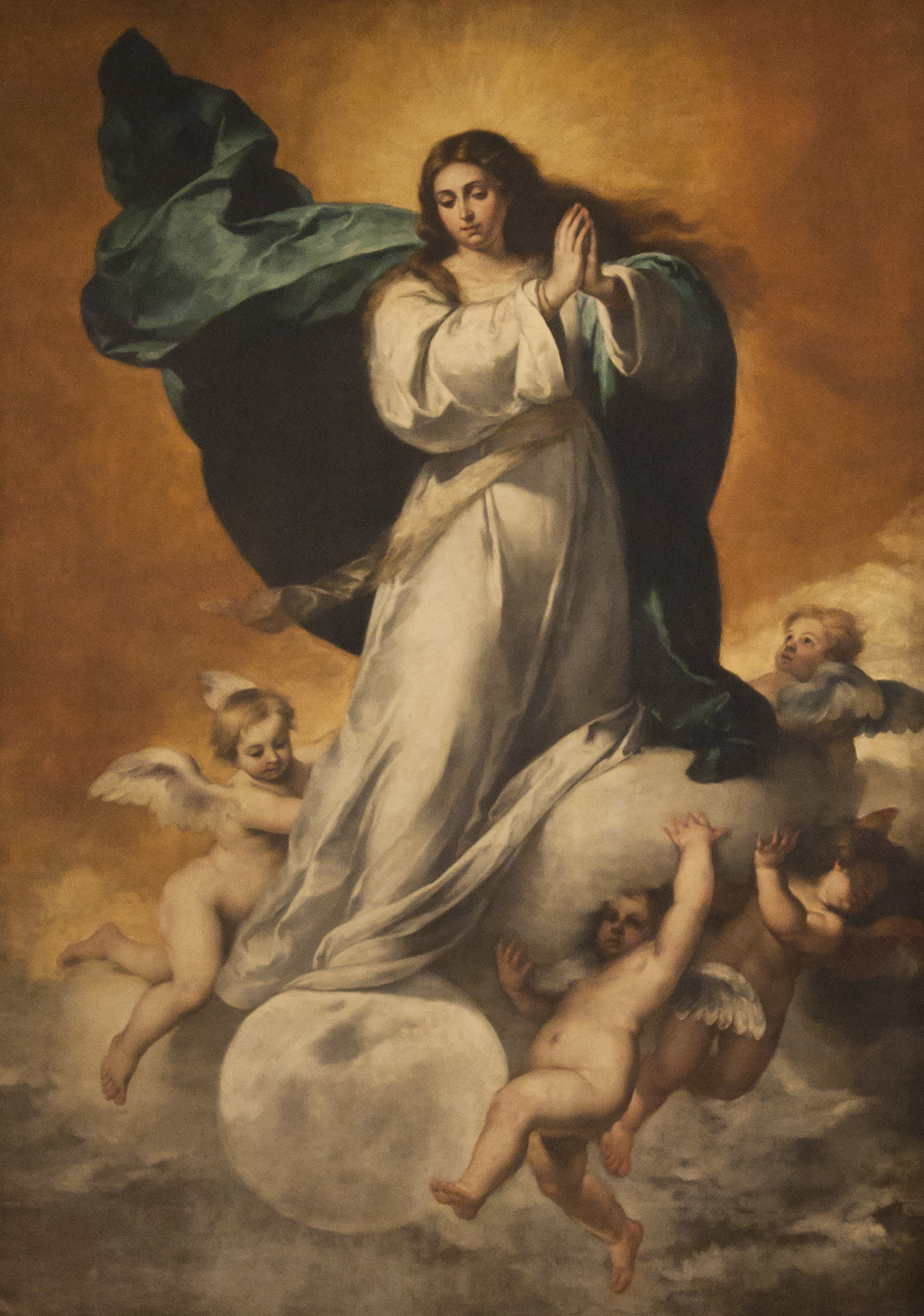
De Onbevlekte ook La Colosal genoemd, Museo de Bellas Artes de Sevilla
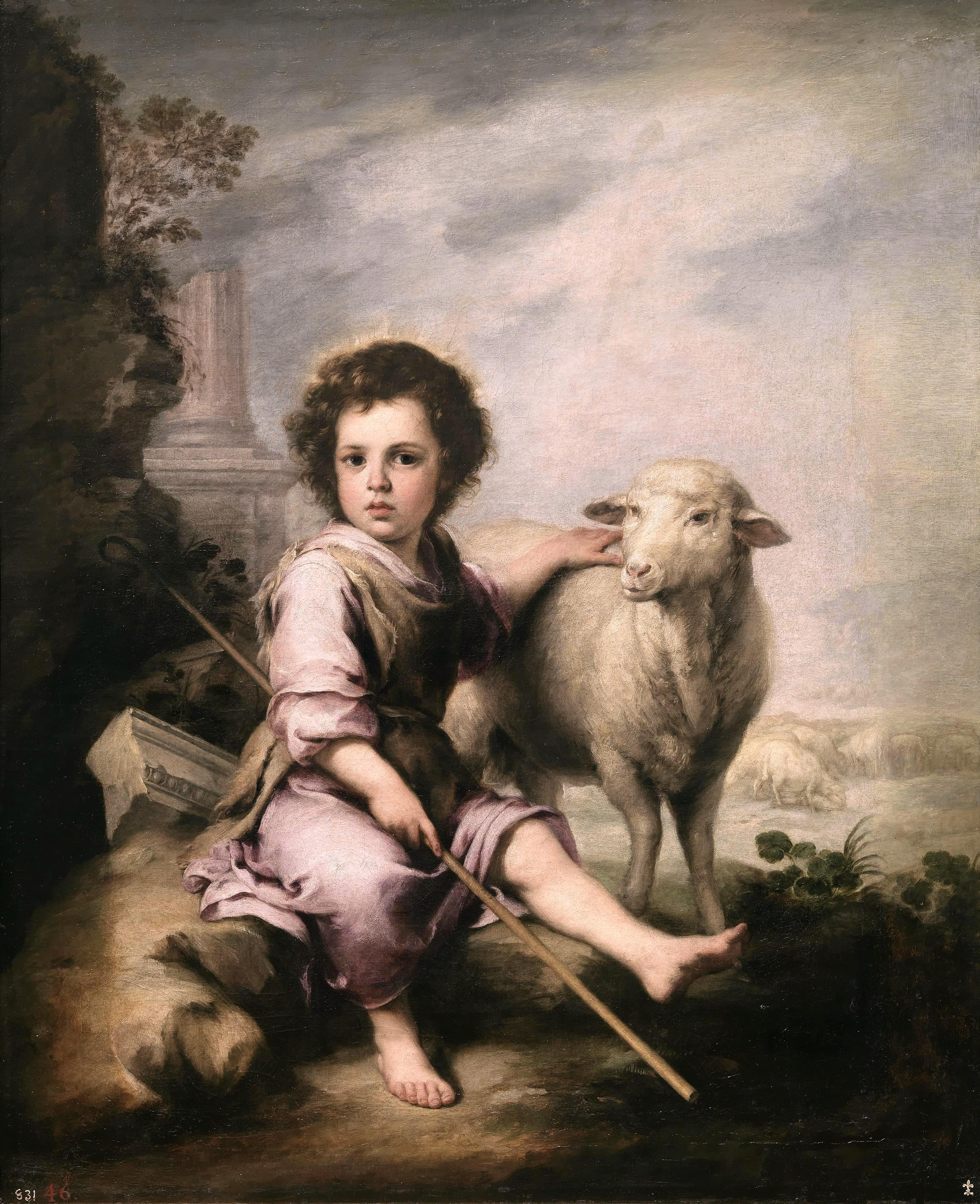
El Buen Pastor (ca. 1650)

## Oeuvre
- Tekening van Christus met een kind
- Onbevlekte ontvangenis, 1678
- De Heilige Familie, 1665-1670[2]
- De jonge bedelaar, ca.1645/50
- De geboorte van de Maagd, 1661[3]
- De keuken van de engelen, 1646
- De Terugkeer van de Verloren Zoon, 1670-1674

## Collecties
Zijn schilderijen zijn in diverse musea te zien, zoals:
- Museo de Bellas Artes de Sevilla
- Museo del Prado in Madrid
- Alte Pinakothek in München
- Hermitage in Sint-Petersburg
- Louvre in Parijs
- Het Rijksmuseum Amsterdam bezit één enkele Murillo.
- Lady Lever Gallery in Port Sunlight, Engeland
- Walker Art Galley in Liverpool
- Museum Wuyts-van Campen en Caroly in Lier